# 黎澤恩
黎澤恩（英語：Ronny Lay，1979年7月11日—），香港男演員，香港樂隊Mr.的結他手。在Mr.成立前，曾與布志綸、譚傑明、譚健文以及暱稱「阿永」的鼓手組成獨立樂隊White Noise。因為曾祖父是美國人，所以黎澤恩擁有輕微混血。他早年在新界沙田區長大，就讀台山商會中學。在校時成績一般，於1996年香港中學會考中取得五科及格成績，繼而修讀高級文憑課程。

## 作品

### 電視
曾經客串演出《愛·回家之開心速遞》、《熟女強人》、《法證先鋒V》等戲劇。

### 演唱會
- 2010年Coca-Cola Zero Mr. Everyone Concert 1
- 2011年Coca-Cola Zero Mr. Everyone Concert 2

### MV
- 2007年張繼聰《寧願晏D訓》

### 電影
- 2009年撲克王
- 2012年起勢搖滾

## 外部連結
- 黎澤恩的Instagram帳戶